# Aliaksandra Tarasava
Aliaksandra Tarasava (23 de junho de 1988) é uma basquetebolista profissional bielorrussa.

## Carreira
Aliaksandra Tarasava integrou a Seleção Bielorrussa de Basquetebol Feminino, na Rio 2016, que terminou na nona colocação.